# Victor Liefmans
Victor Désiré Liefmans (Oudenaarde, 23 oktober 1814 - 10 maart 1877) was een Belgisch liberaal volksvertegenwoordiger en burgemeester.

## Levensloop
Liefmans was een zoon van brouwer Honoré Basile Liefmans en van Constance De Cock. Hij trouwde met Marie Van Renterghem.
Hij promoveerde tot doctor in de rechten (1836) aan de Rijksuniversiteit Gent en vestigde zich als advocaat in Oudenaarde.
In 1848 werd hij verkozen tot liberaal volksvertegenwoordiger voor het arrondissement Oudenaarde. Hij vervulde dit mandaat tot in 1852.
In 1851 werd hij gemeenteraadslid en volgde zijn oom Henri Liefmans op als burgemeester van Oudenaarde, een ambt dat hij bekleedde tot aan zijn dood.
Hij was verder:
- bestuurder van de Compagnie de Chemin de fer de Hainaut et Flandres;
- voorzitter van de Maatschappij voor Bloemen- en Plantkunde van Oudenaarde;
- ondervoorzitter van de bestuursraad van de gevangenis van Oudenaarde.